# Império da Luz
Empire of Light (prt/bra: Império da Luz) é um filme de romance de 2022 dirigido e escrito por Sam Mendes. É estrelado por Olivia Colman, Micheal Ward, Tom Brooke, Tanya Moodie, Hannah Onslow, Crystal Clarke, Toby Jones, e Colin Firth.
O filme estreou no Festival de Cinema de Telluride em 3 de setembro de 2022, e está previsto para ser lançado em 9 de dezembro de 2022 nos cinemas dos Estados Unidos distribuído pela Searchlight Pictures. O filme recebeu críticas mistas dos críticos.

## Premissa
Uma história de amor que se passa em um cinema costeiro inglês durante os anos 1980.

## Elenco
- Olivia Colman como Hilary Small
- Micheal Ward como Stephen
- Colin Firth como Mr. Ellis
- Toby Jones como Norman
- Tom Brooke
- Tanya Moodie
- Hannah Onslow
- Crystal Clarke como Ruby

## Produção
Foi anunciado em abril de 2021 que Sam Mendes havia definido seu próximo filme, escrito e dirigido por ele mesmo e produzido pela Searchlight Pictures. Olivia Colman estava em negociações para estrelar o filme e Roger Deakins foi anunciado para atuar como diretor de fotografia. Colman foi confirmada no elenco em julho, e Micheal Ward também juntou-se ao filme. Em dezembro, Colin Firth, Toby Jones, Crystal Clarke e Tanya Moodie entraram para o elenco.
As filmagens começaram em 7 de fevereiro de 2022 na Ilha de Thanet, em Kent. Tom Brooke e Hannah Onslow foram confirmados no elenco no final de fevereiro. Trent Reznor e Atticus Ross compuseram a trilha sonora do filme. Em 24 de agosto de 2022 o primeiro trailer do filme foi divulgado.

## Lançamento
Empire of Light estreou no Festival Internacional de Cinema de Toronto em 3 de setembro de 2022. O filme está previsto para estrear nos cinemas dos Estados Unidos em 9 de dezembro de 2022, distribuído pela Searchlight Pictures. O lançamento no Reino Unido está previsto para 13 de janeiro de 2023.

## Recepção
No agregador de críticas Rotten Tomatoes o filme possui uma aprovação de 45% baseada em 55 críticas, com uma nota média de 6/10. O consenso da crítica do site diz: "Empire of Light contém algumas boas atuações e um certo brilho, mas este tributo à magia do cinema é decepcionantemente mundano." No Metacritic o filme possui uma média ponderada de 60/100 baseada em quinze resenhas, indicando "críticas mistas ou médias".